# بایونیک (نرم‌افزار)
بایونیک (انگلیسی: Bionic) یک کتابخانه استاندارد سی است (شامل libpthread، libm، libdl، libc) که توسط گوگل برای سیستم عامل اندروید توسعه پیدا کرده است.

## اهداف اصلی
اهداف اصلی و عمومی شامل موارد زیر بود:
- پروانه‌های بی‌اس‌دی: گوگل خواستار جداسازی نرم‌افزاری‌های اندروید از اثرات پروانه کپی‌لفت بود تا بتواند یک فضای کاربری و نرم‌افزار مالکیتی برای نرم‌افزارها ایجاد کند، اما:
  - اندروید بر پایه هسته لینوکس است که بر اساس کپی‌لفت پروانه عمومی همگانی گنو ورژن ۲ توسعه پیدا می‌کند.
  - پرکاربردترین کتابخانه استاندارد زبان سی در هسته لینوکس کتابخانه سی گنو (glibc) است که با پروانه گنو ال‌جی‌پی‌ال (LGPL) و همچنین پروانه کپی‌لفت توسعه می یابد. در مقابل جی‌پی‌ای، ال‌جی‌پی‌ال به صراحت اجازه ایجاد پیوندهای پویا را می‌دهد ولی اجازه پیوندهای مستقل در نرم‌افزاری های اختصاصی را نمی‌دهد.
  - پروانه بی‌اس‌دی یک پروانه کپی‌لفتی نیست که با هر دو پروانه سازگار است. جایگزین کتابخانه سی گنو تحت پروانه بی‌اس‌دی می‌تواند به صورت یک لایه مستقل بین هسته کپی‌لفت لینوکس و نرم افزاهای غیر کپی‌لفت قرار گیرد. به همین دلیل بود که گوگل بایونیک را جایگزین کتابخانه سی گنو (glibc) کرد.
- اندازه کوچک: بایونیک نسبت به کتابخانه سی گنو بسیار کم حجم‌تر است و از آن مهمتر به میزان حافظه کمتری نیاز دارد.
- سرعت: بایونیک برای سی پی یوهایی طرای شده است که به نسبت دارای سرعت کمتری هستند.